# غريغوري جيم جونسون
غريغوري جيم جونسون (بالإنجليزية: Gregory C. Johnson)‏ (و. 1954 – م) هو رائد فضاء من الولايات المتحدة الأمريكية . ولد في سياتيل، واشنطن .
ويحمل رتبة عسكرية نقيب بحري .

## ريادة الفضاء
شارك في المهمات الفضائية:
- STS-125.

## التعليم
تعلم في U.S. Air Force Test Pilot School، وجامعة واشنطن